# Sardynka europejska
Sardynka europejska, sardynka atlantycka, sardynka (Sardina pilchardus) – gatunek morskiej ryby ławicowej z rodziny śledziowatych (Clupeidae) zaliczanej do grupy sardynek. Jedyny przedstawiciel rodzaju Sardina.

## Taksonomia
Sardynka europejska jest jedynym przedstawicielem rodzaju Sardina. Opisywana była wielokrotnie pod różnymi nazwami.

## Zasięg występowania
Północno-wschodni Ocean Atlantycki wzdłuż wybrzeży północnej i zachodniej Europy, Morze Północne po Wyspy Kanaryjskie, Gorée (Senegal), Morze Śródziemne, Morze Marmara i Morze Czarne. Sardynki europejskie są rybami ławicowymi pływającymi w otwartej toni wodnej, w strefie przybrzeżnej. Późną wiosną i latem tworzą bardzo liczne stada podążające na północ i ku wybrzeżom w poszukiwaniu pokarmu.

## Charakterystyka
Ciało silnie wydłużone z piłkowaną krawędzią brzucha, u młodych bardziej bocznie ścieśnione. Łuski łatwo wypadające, w liczbie 30 wzdłuż ciała, na głowie brak łusek. W płetwie grzbietowej występuje 13–21 promieni miękkich. W dolnej części pokrywy skrzelowej 3–5 promieniście rozchodzących się bruzd. Brak linii bocznej. Dwa ostatnie promienie płetwy odbytowej są wydłużone. Na pokrywie skrzelowej widoczne zgrubienie. Grzbiet zielonkawy lub niebieski, spód ciała srebrzysty, wzdłuż boku przebiega niebieskawa smuga. Kilkunastoletnie osobniki dorastają do 30 cm długości, ale ze względu na atrakcyjność mięsa poławiane są okazy kilkunastocentymetrowe.

## Odżywianie
Żywi się planktonem. Przy połowach nęcone są ikrą dorsza lub światłem lamp.

## Rozmnażanie
Rozród odbywa się zimą u wybrzeży Afryki oraz latem w Morzu Północnym. W Morzu Śródziemnym tarło odbywa się w ciągu całego roku.

## Znaczenie gospodarcze
Posiada bardzo duże znaczenie gospodarcze, zwłaszcza w produkcji konserw i mączki rybnej.